# Vuelta Ciclista del Uruguay 1975
La 32.ª edición de la Vuelta Ciclista del Uruguay se disputó entre el 21 y el 30 de marzo de 1975.

## Etapas
| Etapa   | Fecha       | Recorrido                   | km       | Ganador (equipo)                       |
| Prólogo | 21 de marzo | Contrarreloj en Montevideo  |          | Anulada                                |
| 1.ª     | 22 de marzo | Montevideo-Minas            | 163      | Miguel Margalef (Joselín de Mercedes)  |
| 2.ª     | 23 de marzo | Pan de Azúcar-Florida       | 150,2    | Antonio Díaz (Toledo)                  |
| 3.ª     | 24 de marzo | Florida-Durazno             | 128      | José María Rivero (Artigas de Guichón) |
| 4.ª     | 25 de marzo | Durazno-Tacuarembó          | 166,5    | Adán Mansilla (Peñarol de Solymar)     |
| 5.ª     | 26 de marzo | Tacuarembó-Paysandú         | 171      | José Monckfort (Maroñas)               |
| 6.ª A   | 27 de marzo | Paysandú-Fray Bentos        | 123      | Héctor Rondán (Joselín de Mercedes)    |
| 6.ª B   | 27 de marzo | Contrarreloj en Fray Bentos | 25 (CRI) | Washington Díaz (Fénix)                |
| 7.ª     | 28 de marzo | Fray Bentos-Rosario         | 177      | Jorge Correa (Maroñas)                 |
| 8.ª     | 29 de marzo | Rosario-San José            | 173      | Antonio Díaz (Toledo)                  |
| 9.ª     | 30 de marzo | San José-Montevideo         | 122,8    | Diber Ferrari (Alas Rojas)             |

### Clasificación individual
| Pos. | Ciclista          | Equipo              | Tiempo           |
| ---- | ----------------- | ------------------- | ---------------- |
| 1.º  | Antonio Díaz      | Toledo              | 35 h 20 min 30 s |
| 2.º  | Jorge Cuccia      | Nimes               | a 3 min 02 s     |
| 3.º  | José Monckfort    | Maroñas             | a 5 min 12 s     |
| 4.º  | José María Rivero | Artigas de Guichón  | a 6 min 21 s     |
| 5.º  | Wilson Muñoz      | Policial            | a 7 min 08 s     |
| 6.º  | Héctor Rondán     | Joselín de Mercedes | a 8 min 03 s     |
| 7.º  | Raúl Castromán    | Fed. de Durazno     | a 8 min 04 s     |
| 8.º  | Diber Ferrari     | Alas Rojas          | a 8 min 12 s     |
| 9.º  | Jorge Juckich     | Amanecer            | a 8 min 30 s     |
| 10.º | Luis Alberto Sosa | América             | a 8 min 49 s     |